# Dawuhan Lor
Dawuhan Lor is een bestuurslaag in het regentschap Lumajang van de provincie Oost-Java, Indonesië. Dawuhan Lor telt 8114 inwoners (volkstelling 2010).